# 제어스
제어스(Zehrs)는 캐나다 온타리오주 사우스웨스턴에 본사를 둔 식품 유통 업체이다.
로블로우(Loblaw Companies Limited) 사의 자회사인 제어스는 캐나다 전역 60여군데 이상의 지역에 매장을 갖고 있다. 첫 매장은 1950년 에모리 제어(Emory Zehr)와 그의 아들이 온타리오주 키처너(Kitchener) 시에 개장했다.
로블로우는 남서부 온타리오 지역에 제어스 마켓(Zehrs Markets), 제어스 푸드 플러스(Zehrs Food Plus), 리얼 캐네디안 수퍼스토어(Real Canadian Superstore)라는 세 종류의 서로 다른 형태의 매장을 두고 있다.

## 같이 보기
- 프레지던트 초이스
- 로블로우